# Raimat
Raimat es una localidad española, actualmente entidad municipal descentralizada del municipio de Lérida, en la comarca del Segriá, provincia de Lérida y comunidad autónoma de Cataluña. Está situada a 14 km al noroeste de la ciudad de Lérida en dirección a Almacellas y en 2013 tenía 496 habitantes. Hay que destacar la Iglesia, las bodegas y su Castillo de origen árabe.

## Historia
El pueblo había quedado despoblado desde la Guerra de los Segadores, afectado por la contienda, y solo quedaban las ruinas de un castillo de origen árabe. En 1914 Manuel Raventós adquirió 3.200 hectáreas de tierras yermas y las convirtió en un caso único de colonización agraria en la Europa del siglo XX.
En 1910 se había construido el canal de Aragón y Cataluña. Durante los años de la Primera Guerra Mundial, Manuel Raventós hizo construir 100 km de acequias para llevar el agua desde el canal a las tierras de Raimat. Al mismo tiempo, para reducir la salinidad, plantó 50.000 árboles - con los cuales construía las cajas para el vino espumoso de Codorniú.
Encargó la construcción de las bodegas, las casas de los colonos y la iglesia al arquitecto modernista Juan Rubió, discípulo de Antoni Gaudí. La bodega, construida en 1918, fue la primera edificación de hormigón armado que se hizo en España. Era una nave de 150 metros de longitud por 33 de anchura - otra curiosidad de la nave era su sistema de refrigeración a través del tejado en forma escaleras con unos peldaños de 1 por 2 metros. La iglesia del Sagrado Corazón se consagró en 1922. A imitación del gótico catalán, es de una sola nave con contrafuertes y capillas laterales y con los arcos parabólicos típicos del modernismo.
En los años 1930 se empezó a vendimiar la uva. Uno de los problemas fueron los conejos que se comían los brotes de la viña. Se estimuló la caza de conejos en los pueblos vecinos hasta el punto de que se hizo famoso el plato llamado "conejo a la raimat". Al no ser suficiente esta medida, se introdujo una especie de serpiente australiana inofensiva para los humanos, de las que todavía se pueden encontrar ejemplares que se han aclimatado. Desde año 1988 Raimat conmemora su historia reciente en la "Festa de la Verema" a principios de septiembre, y en esta fiesta hace aparición cada año la serpiente de Raimat com más de 30 metros de largo y un diámetro de 1,5 m.
Manuel Raventós cedió unos terrenos a los jesuitas para la construcción de un colegio, hoy llamado "Col·legi Claver", en el que los habitantes de Raimat podían ingresar gratuitamente. Además, gracias al mismo acuerdo el pueblo disponía de sacerdote a pesar de que la iglesia no era una parroquia.
Las bodegas adoptaron el antiguo escudo del castillo: una mano extendida hacia abajo y un racimo de uva. Por conveniencia comercial se dio la vuelta al escudo de manera que la mano apunta hacia arriba. En los años 1960 se replantaron cepas californianas que permitieron conseguir un vino de calidad, el éxito del cual permitió constituir en 1983 la Denominación de Origen "Costers del Segre".
Con la excepción de las viviendas, todo el pueblo era propiedad de la familia Raventós, llamada eufemísticamente «la familia». En 1999 se llegó a un acuerdo entre la Asociación de Vecinos de Raimat, el Ayuntamiento de Lérida y la familia Raventós por el que se cedían las calles a la propiedad pública. Fue el primer paso para la constitución de una entidad municipal descentralizada.
El castillo de Raimat o Castell de Raymat, que aparece en algunas botellas y que distingue al pueblo de noche, está declarado Bien Cultural de Interés Nacional y su origen es anterior a 1157, siglo XII. En 1914 lo adquirió Manuel Raventós y la actual propietaria es su bisnieta Elena de Carandini Raventós, 16.ª generación del Grupo Raventós - Codorníu.
- Datos: Q4895422
- Multimedia: Raimat / Q4895422